# Плотность множества
Пло́тность (измери́мого) мно́жества {\displaystyle E} на вещественной прямой {\displaystyle \mathbb {R} }, в точке {\displaystyle x} ― предел (если он существует)  отношения
{\displaystyle \lim _{|D|\to 0}|E\cap D|/|D|}
где {\displaystyle D} ― произвольный отрезок, содержащий {\displaystyle x}, а {\displaystyle |D|} ―
его мера Лебега. 
Если вместо меры рассматривать внешнюю меру, то получится определение внешней плотности {\displaystyle E} в точке {\displaystyle x}. 
Аналогично вводится плотность в {\displaystyle n}-мерном пространстве. 
При этом длины отрезков заменяются объёмами соответствующих {\displaystyle n}-мерных параллелепипедов с гранями, параллельными координатным
плоскостям, а предел рассматривается при стремлении к нулю диаметра параллелепипеда. 
Для множеств из {\displaystyle \mathbb {R} } оказывается полезным понятие правой (левой)
плотности {\displaystyle E} в точке {\displaystyle x}, которое получается из общего определения, если в нём рассматривать лишь отрезки {\displaystyle D}, имеющие левым (правым) концом точку {\displaystyle x}.

## Связанные определения
- Точка  плотности —  точка, в которой плотность равна единице. 
  - Почти все точки измеримого множества суть его точки плотности.
- Точка  разрежения —  точка, в которой плотность равна нулю.